# 七小福
『七小福』（しちしょうふく、原題：七小福、英題：Painted Faces）は、1988年の香港映画。ジャッキー・チェン、サモ・ハン・キンポー、ユン・ピョウらが学んだ香港の京劇学校である中国戯劇学院の、学内でも特に優秀な子供を集めた「七小福」の実話を描いた映画である。
彼らの師匠役で主演したサモ・ハン・キンポーが第8回香港電影金像奨の最優秀主演男優賞を受賞した他、最優秀作品賞・最優秀監督賞・最優秀脚本賞・最優秀撮影賞・最優秀編集賞・最優秀美術賞・最優秀主題歌賞・柯達技術賞を受賞。第25回金馬奨では最優秀作品賞・最優秀監督賞・最優秀主演男優賞・最優秀助演男優賞・最優秀脚本賞・最優秀撮影賞・最優秀編集賞・音響効果賞・オリジナル映画音楽賞を受賞。その他第33回アジア太平洋映画祭最優秀主演男優賞、第25回シカゴ国際映画祭ベストディレクターデビュー賞を受賞。
VHS邦題は『七小福/夢に生きた子供達』。

## キャスト・日本語吹替
| 役名                      | 俳優                   | 日本語吹替             |
| ------------------------- | ---------------------- | ---------------------- |
| ユー・チェンイン          | サモ・ハン・キンポー   | 水島裕                 |
| ファー叔父                | ラム・チェンイン       | 沢木郁也               |
| マスター・チェン          | チェン・ペイペイ       | さとうあい             |
| ロン （少年時代）         | ヒャオ・ミンクァイ     | 石丸博也               |
| サモ （少年時代）         | ヒャオヤン・シンヒェン | 水島裕                 |
| ユン・ピョウ （少年時代） | クー・フィ             | 古谷徹                 |
| ロン                      | チャン・ウェイラン     | 草尾毅                 |
| サモ                      | チャン・チンジェン     | 松本保典               |
| ユン・ピョウ              | ハン・チェンウェイ     | 成田剣                 |
|                           |                        |                        |
| 演出                      |                        | 長野武二郎             |
| 翻訳                      |                        | 永松真理               |
| 調整                      |                        | 兼子芳博               |
| 担当                      |                        | 吉富孝明               |
| 制作                      |                        | ニュージャパンフィルム |

## スタッフ
- 監督：アレックス・ロウ（中国語版）
- 脚本：メイベル・チャン、アレックス・ロウ
- 製作総指揮：メイベル・チャン
- 製作：レナード・ホー、モナ・フォン
- 撮影：デビッド・チャン
- 音楽：ローウェル・ロー